# Хајдухадхаз
Хајдухадхаз (мађ. Hajdúhadház) град је у Мађарској. Хајдухадхаз је један од важнијих градова у оквиру жупаније Хајду-Бихар.
Хајдухадхаз је имао 12.650 становника према подацима из 2009. године.

## Географија
Град Хајдухадхаз се налази у источном делу Мађарске. Од престонице Будимпеште град је удаљен око 230 km источно. Град се налази у северном делу Панонске низије и заправо је предграђе Дебрецина. Надморска висина града је око 150 m.

## Становништво
По процени из 2017. у граду је живело 12748 становника.
| 1990.  | 2001.  | 2011.  | 2017.  |
| ------ | ------ | ------ | ------ |
| 13.154 | 12.974 | 12.588 | 12.748 |